# Catedral de Coria
La catedral de Santa María de la Asunción se encuentra en la ciudad de Coria, Extremadura, en España. Su construcción actual, sobre el solar anteriormente ocupado por la original catedral visigoda, posteriormente por la mezquita mayor de la ciudad y, como antecesora más cercana, por la anterior iglesia catedral románica, se inició en el año 1498, finalizando ésta 250 años más tarde, en torno a 1748. El terremoto de Lisboa, ocurrido el 1 de noviembre de 1755, la dañó seriamente. Pertenece a la diócesis de Coria-Cáceres.
La catedral es de estilo gótico de transición, con importantes añadidos platerescos (según trazas de Pedro de Ybarra) y barrocos (torre-campanario diseñada por Manuel de Lara Churriguera). En su interior guarda una magnífica colección de pintura, escultura y orfebrería. Destaca el retablo mayor del siglo XVIII con tallas de Alejandro Carnicero, así como los sepulcros episcopales de Pedro Ximénez de Préxamo por Diego Copín de Holanda, y García de Galarza por Lucas Mitata. Se deben citar también el coro, con una sillería mudéjar de nogal de los siglos XV y XVI, cerrado por una verja protorrenacentista del siglo XVI. Destacan también la reja de la capilla mayor (siglos XVI y XVIII) y los retablos de las Reliquias (siglo XVIII) y San Pedro de Alcántara (siglo XVII).

## Historia

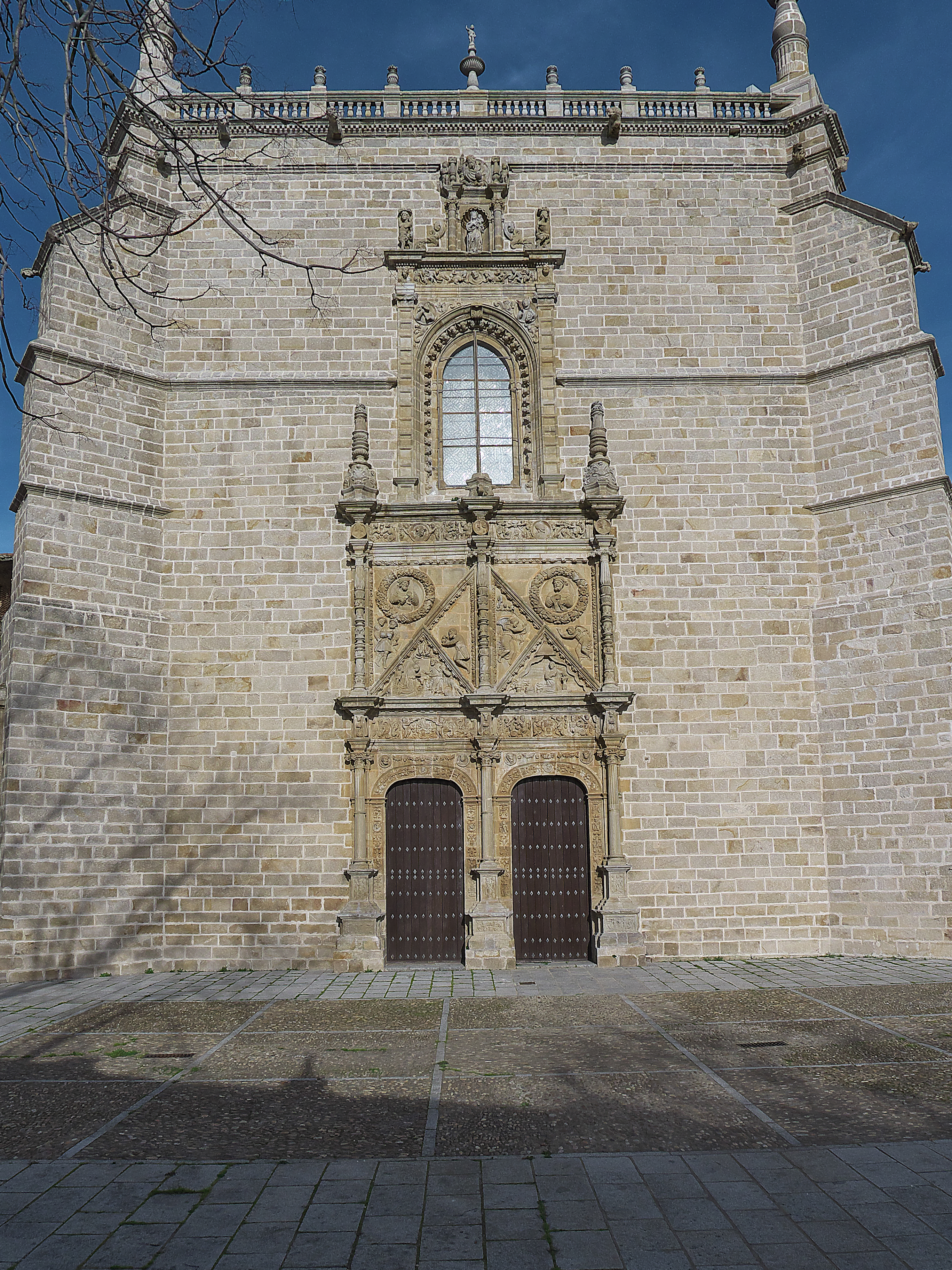
Puerta del Perdón

Según la tesis doctoral de María del Carmen Sanabria Sierra bajo la dirección de Víctor Nieto Alcaide, la catedral podría tener su origen a mediados del siglo I: en la tesis se conjetura que podría haber sido el titulus, o lugar del primer templo cristiano, en razón de la existencia de un mosaico romano hallado en su claustro.
Las primeras noticias que se tienen son las de una catedral visigoda, emplazada sobre el solar que ocupa la actual y de la que sólo se ha conservado un solado de mosaicos geométricos, soterrados en lo que hoy es la crujía sur del claustro. 
Se sabe que la catedral visigoda fue después convertida en mezquita y que tras la reconquista de Coria por Alfonso VII de León (r. 1126-1157) fue restituida la diócesis, en la persona del obispo Íñigo Navarrón.
El edificio de la mezquita fue sustituido por una catedral románica, probablemente similar a la Catedral Vieja de Plasencia o a la de Salamanca. Se conservan un par de canecillos de la fábrica románica. A esta fábrica románica se le añadió un claustro mudéjar durante el siglo XIV, luego sustituido por el actual gótico, a mediados del siglo XV.
Es a finales del siglo XV, cuando el obispo Pedro Ximénez de Préxamo (1489-1495) decide, por problemas de espacio, derribar la iglesia románica y comenzar a construir una nueva. La traza aprobada fue la presentada por Bartolomé de Pelayos en 1497. Esta traza, aunque luego modificada, será la que dará en esencia la forma al nuevo templo. La mayor parte del conjunto fue terminada durante el siglo XVI, aunque durante la siguiente centuria serán necesarias diversas reformas por defectos de obra y de cimentación.

## Descripción

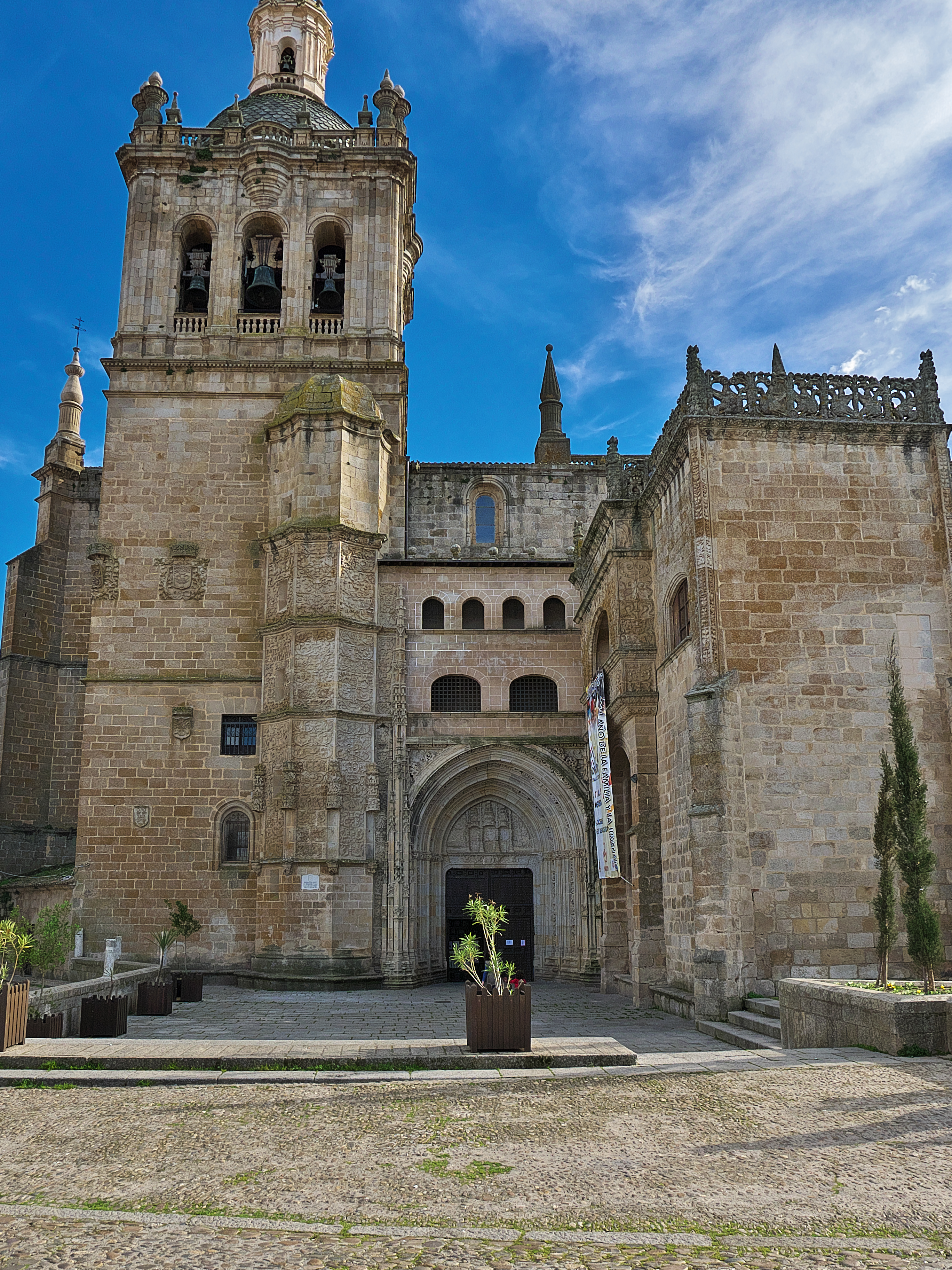
Puerta Norte o del Evangelio y la torre-campanario

La iglesia se articula mediante una única nave dividida en cinco tramos de bóveda de crucería estrellada. Este fenómeno es compartido únicamente en España por la catedral de Gerona y la catedral de Ciudad Real. Presenta un crucero muy minimizado, con dos brazos en los que se articulan dos portadas, la norte, que da a la plaza de la Catedral, y la sur, que da al jardín. La portada principal ocupa los pies del templo. En cada tramo se abren dos ventanales, salvo en la capilla mayor, en la que existe un único óculo sobre el muro de la Epístola.
Cada tramo está delimitado por contrafuertes al exterior, lo cual, unido al pequeño tamaño de los ventanales, da al edificio un aspecto sólido. Todo el prímetro de la iglesia se remata con pináculos y una balaustrada añadidos en el siglo XVIII, que era transitable hasta la reforma de los tejados efectuada a mediados del siglo XX. La torre se adosa a la cabecera del templo. La actual viene a sustituir a una más antigua que se encontraba a los pies del templo y que fue derruida.

### Capilla Mayor

Retablo del altar mayor y reja del presbiterio

La capilla mayor ocupa en primer tramo de la nave y presenta una planta cuadrada de 17 m de lado. La pared del ábside queda cubierta en su totalidad por el enorme retablo mayor, realizado en 1747 y que sustituyó a otro anterior, seguramente del siglo XVI. Sus autores fueron fray José de la Santísima Trinidad y fray Juan de San Félix, frailes trinitarios del convento de Hervás. Se articula en tres calles y en dos alturas y ático. El programa iconográfico se desarrolla en función de las devociones del obispo José Francisco Magdaleno, que fue quien sufragó la obra. En la calle de la izquierda del espectador quedan San José y San Francisco de Paula, patronímicos del obispo. En la de la derecha encontramos a San Pedro de Alcántara y a Santa Teresa de Jesús, patrono de la ciudad y abogada de bautismo del prelado. En la calle central se dispone el manifestador del Santísimo Sacramento, rodeado por los cuatro evangelistas y rematado por una alegoría de la Fe triunfante. Sobre él encontramos la hornacina central del retablo, con la Asunción de la Virgen. Esta hornacina presenta un gran ventanal o "transparente" que atraviesa el muro del ábside para iluminar la escultura.
Remata el conjunto el grupo de la Sexta Angustia, con la Virgen sosteniendo a Cristo muerto al pie de la Cruz. Sobre él campea el escudo del donante de la obra. Todas las esculturas fueron realizadas en el mismo año que el retablo por Alejandro Carnicero y policromadas por Eugenio Piti.
También se encuentran en la capilla mayor los sepulcros orantes de los obispos Pedro Ximénez de Préxamo y Pedro García de Galarza. El primero, de aire gótico, presenta una doble arcada rematada por un arco conopial. El proyecto original presentaba al obispo arrodillado en uno de los arcos y un sagrario en el otro. Hoy se conserva tan solo la escultura orante del obispo, dispuesta en el nicho opuesto a su ubicación original. El orante representa al obispo en su vejez, revestido para decir misa y tocado con mitra enjoyada. El conjunto es obra de Copín de Holanda, escultor de los Reyes Católicos, debido a la gran amistad del obispo con el Cardenal Cisneros.
El sepulcro del obispo Galarza supone una obra de pleno Renacimiento. Proyectado por el arquitecto Juan Bravo y el escultor Lucas Mitata, se articula mediante un arco de medio punto coronado por un frontón partido. El arco, escoltado por dos pilastras acanaladas, acoge a la estatua orante del obispo, frente a un atril ricamente decorado sobre el que descansa un libro y la mitra episcopal. Es de reseñar la fuerza de la estatua, que contrasta con la fragilidad que desprende la de su compañero anteriormente reseñada. El sepulcro es una obra de 1596 y originalmente se cerraba con una reja de la que solo se conserva un fragmento del friso en madera.
La capilla mayor cobija, además dos atriles con forma de águila realizados en el s. XVI y el banco de autoridades, sobre el muro del Evangelio, del siglo XVII. De las paredes cuelgan dos lámparas de plata coetáneas del retablo, que penden de dos palomillas de hierro forjado y dorado, realizadas por Cayetano Polo y rematadas por sendos pavos reales. Acompañan a las lámparas cuatro lienzos de notable calidad. Arcángel Gabriel y Virgen con el Niño (ambos de aires muy manieristas), sobre el Evangelio y Cristo Crucificado y Crucificado con San Francisco y Santa Rosa (estos dos plenamente barrocos), sobre la Epístola.
La capilla mayor se cierra con una reja renacentista, reformada durante el siglo XVIII. Se articula mediante cinco cuerpos separados por pilastrillas y barrotes abalaustrados en verde y dorado. Originalmente tenía tres cuerpos y remate, pero durante el pontificado de Juan José García Álvaro (1750-1783) fue desmontada y reducida a su primer cuerpo, realizando un coronamiento nuevo con las armas del obispo, así como nuevos tornavoces y reformas en las puertas y los púlpitos, para dar unidad al conjunto. En el museo se conserva la traza original.

### Capilla de la Inmaculada
Situada en la base de la torre y de planta cuadrada, es una de las capillas más antiguas de la catedral. Originalmente propiedad de la familia Maldonado, cuyo escudo se puede ver en la pared exterior de capilla, que la tenía como panteón familiar. Existía ya en la catedral románica. A pesar de todo esto, ha llegado a nuestros días con un aspecto muy modificado.
En primer lugar, fue modificada por Pedro de Ibarra para servir de basamento a la torre, el cual le dio la bóveda de crucería simple que ha llegado hasta nuestros días. Durante el siglo XVIII se le añade el actual recubrimiento de estuco y se policroma la bóveda. Se construye retablo central, obra rococó con cuatro estípites y una única hornacina, que cobija una imagen decimonónica de la Inmaculada Concepción. Se remata con un tondo en el que aparece un jarrón de azucenas, sello del Cabildo y atributo mariano.
En las paredes laterales encontramos dos retablos de estuco neoplaterescos, realizados por los hermanos Picazo en 1880. El de la izquierda cobija una escultura de San Francisco de Borja como abogado contra los terremotos (probablemente comprada tras el terremoto de Lisboa de 1755, que afectó a la catedral) y el de la derecha cobija un Sagrado Corazón de Jesús, probablemente de finales del siglo XIX.
A principios del siglo XX se retiraron y perdieron los sepulcros góticos de la familia Maldonado para enterrar al obispo Ramón Peris Mencheta, cuya lápida se puede ver hoy en el centro de la capilla.

### Capilla del Beato Spínola
Ocupa el brazo sur del crucero, bajo el llamado Órgano Chico. Tradicionalmente se conocía como Capilla de la Anunciación, pero tras la beatificación de Marcelo Spínola en 1992 cambió de advocación. Es de arquitectura sencilla, cubierta con bóveda de cañón con arcos fajones, como todas las estancias del ala sur del templo. Contiene dos retablos enfrentados. El de la derecha, rococó, acoge un lienzo de la Anunciación obra de José de Mera del siglo XVIII. Además, En la predela hay una tabla con un Ecce Homo entre la Virgen y San Juan con características flamencas, del siglo XVI.
En retablo de la izquierda es el dedicado al Beato Spínola. Anteriormente estuvo dedicado a Santa Catalina de Alejandría, cuya escultura pasó al museo. Se trata de un retablillo barroco, con columnillas salomónicas, que enmarcan un retrato del que fuera obispo de Coria entre 1886 y 1887, pintado por Francisco Gil Japón.

### Capilla de San Pedro de Alcántara
Fundación personal del canónigo Hernando de Amusco, anterior a la construcción del templo nuevo, en el cual se integró. Se sitúa en el muro sur del templo. Originalmente debió de tener una factura gótica, a juzgar por el arco ojival que se conserva como acceso y la espléndida reja gótica de barrotes de sección cuadrada que la cierra. El deterioro general de la obra durante el siglo XVII obligó a reformarla, eliminando algunos elementos como su bóveda original y su tribuna de coro. Hoy presenta una planta rectangular y se cubre con una bóveda de cañón con arcos fajones.
Tras estas obras se construye el retablo que llega hasta hoy, obra barroca que incluye dos ventanas cuadradas y un óculo en el ático para iluminar la capilla. Consta de una predela de relieves con diversos santos y una única hornacina entre columnas salomónicas. Cobija una imagen de san Pedro de Alcántara obra de Bernardo Pérez de Robles (1676).
Sobre el muro de la derecha se abre un pequeño arco que da acceso a una pequeñísima capilla con un retablo barroco de cascarón en el que se incluye un calvario completo muy interesante. Lo preside un crucificado obra de Lucas Mitata del siglo XVI, acompañado de un San Juan Evangelista y una Santa María Magdalena del siglo XVII y una Virgen Dolorosa vestidera del siglo XVIII.

### Capilla de las Reliquias

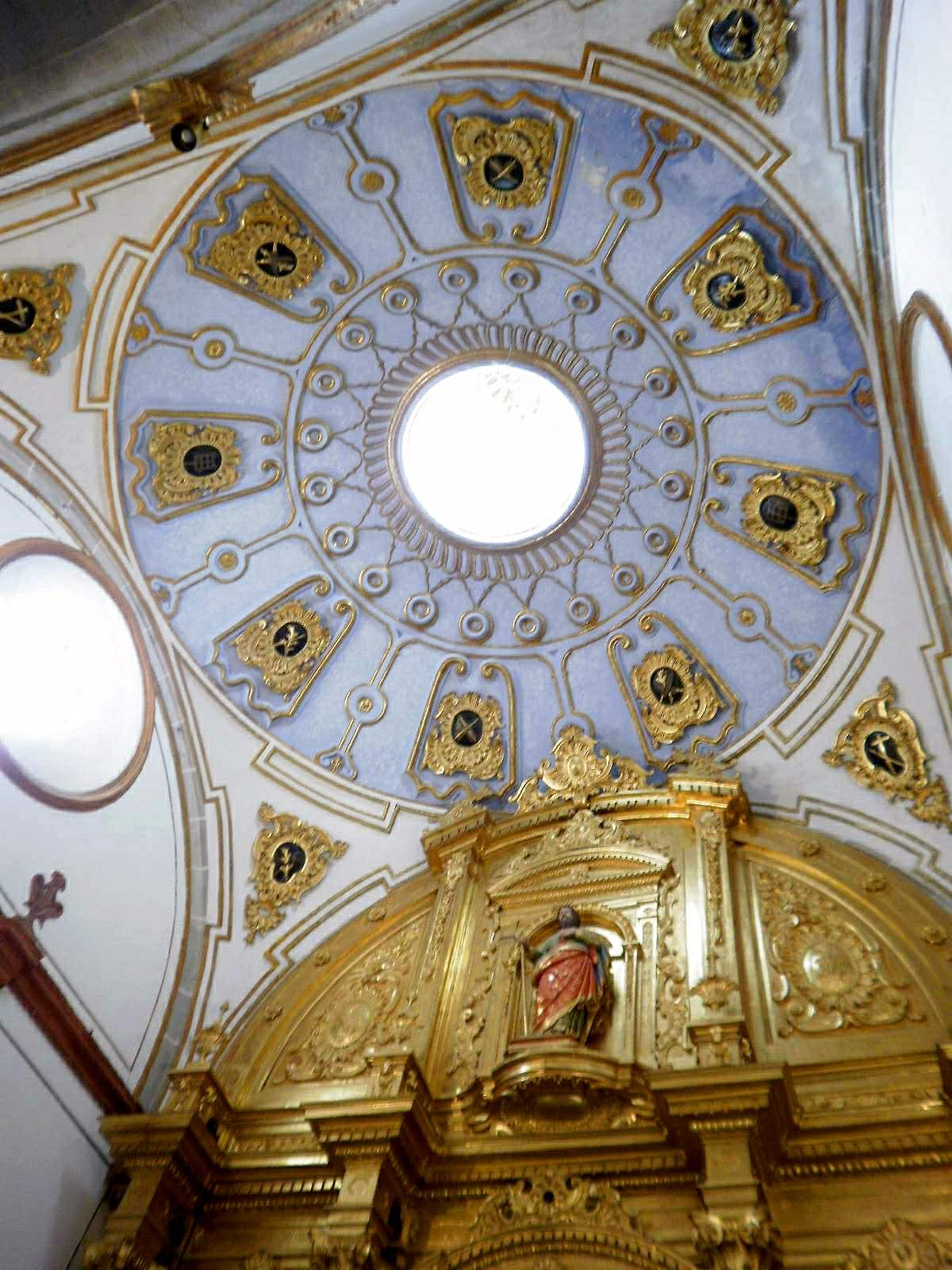
Capilla de las Reliquias

Situada a los pies del templo, fue durante muchos siglos el espacio predilecto del Cabildo, en el que se reunían en muchas ocasiones. El aspecto que ofrece hoy en día se debe a una reforma efectuada en 1783 que la renovó plenamente. Se cubre con una cúpula sobre pechinas decorada con cartelas con símbolos pasionistas. Se conecta con la nave mediante un gran arco de medio punto cerrado por una suntuosa reja dieciochesca. Alberga tres retablos. El mayor se concibe como un gran armario para albergar la colección de reliquias de la catedral. Se organiza en tres calles y ático, presidido este último por una imagen de San Joaquín.
En los laterales se situaban dos retablos gemelos, uno de los cuales fue desmontado para abrir el arco mudéjar que conecta la capilla con el claustro. En el que todavía permanece se puede observar una imagen de San Sebastián obra de José Salvador Carmona de 1777, escoltado por un San Antonio de Padua y un San Vicente Ferrer de factura mucho más tosca. Les hacían frente, en el retablo desmontado, un San Pedro de Verona (advocación original de la capilla) escoltado por San Francisco y Santo Domingo de Guzmán, hoy en el museo.

### Coro y trascoro

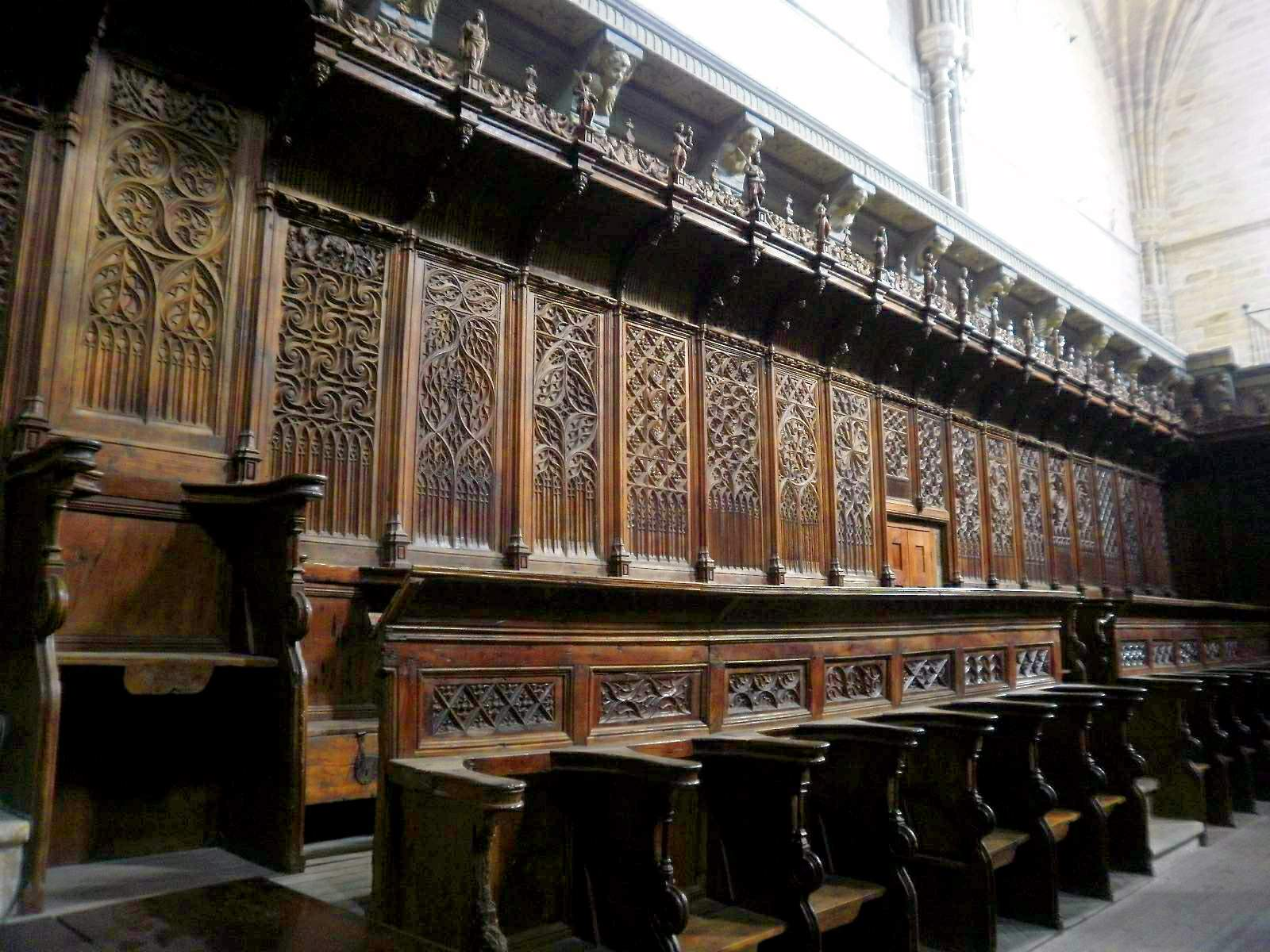
Sillería del coro

La sillería coral supone un bello conjunto de estilo mudéjar, realizado en dos fases diferentes. Se compone de 71 sillas (43 altas y 28 bajas) y un banco, realizadas en madera de nogal. El mueble procede en parte de la antigua catedral románica, realizado en 1489, muy poco antes de comenzar la obra nueva. Sabemos que ocupaba toda la nave central de la vieja construcción. La obra original corresponde al frontal y a los medios laterales. Será cuando se instale en la nueva construcción cuando se complete (1514) de mano del tallista Martín de Ayala. En 1560 se le añadirá una crestería con estatuillas de santos, obra de Francisco Pérez.
La silla episcopal ocupa el centro del tramo frontal, escoltada por la silla del deán (que alberga la inscripción que data la obra) y la del chantre. Se decora con un Salvador de pie, sosteniendo el mundo con una mano y bendiciendo con la otra. Se cubre con un doselete de estilo gótico. El resto de sillas, tanto las antiguas como las de la ampliación de Ayala con paños geométricos mudéjares, todos diferentes. Rematan el conjunto en los extremos los sitiales destinados a los duques de Alba, señores de la ciudad, que se encuentran a la misma altura que el del obispo. En el centro del conjunto se encuentra un facistol barroco.

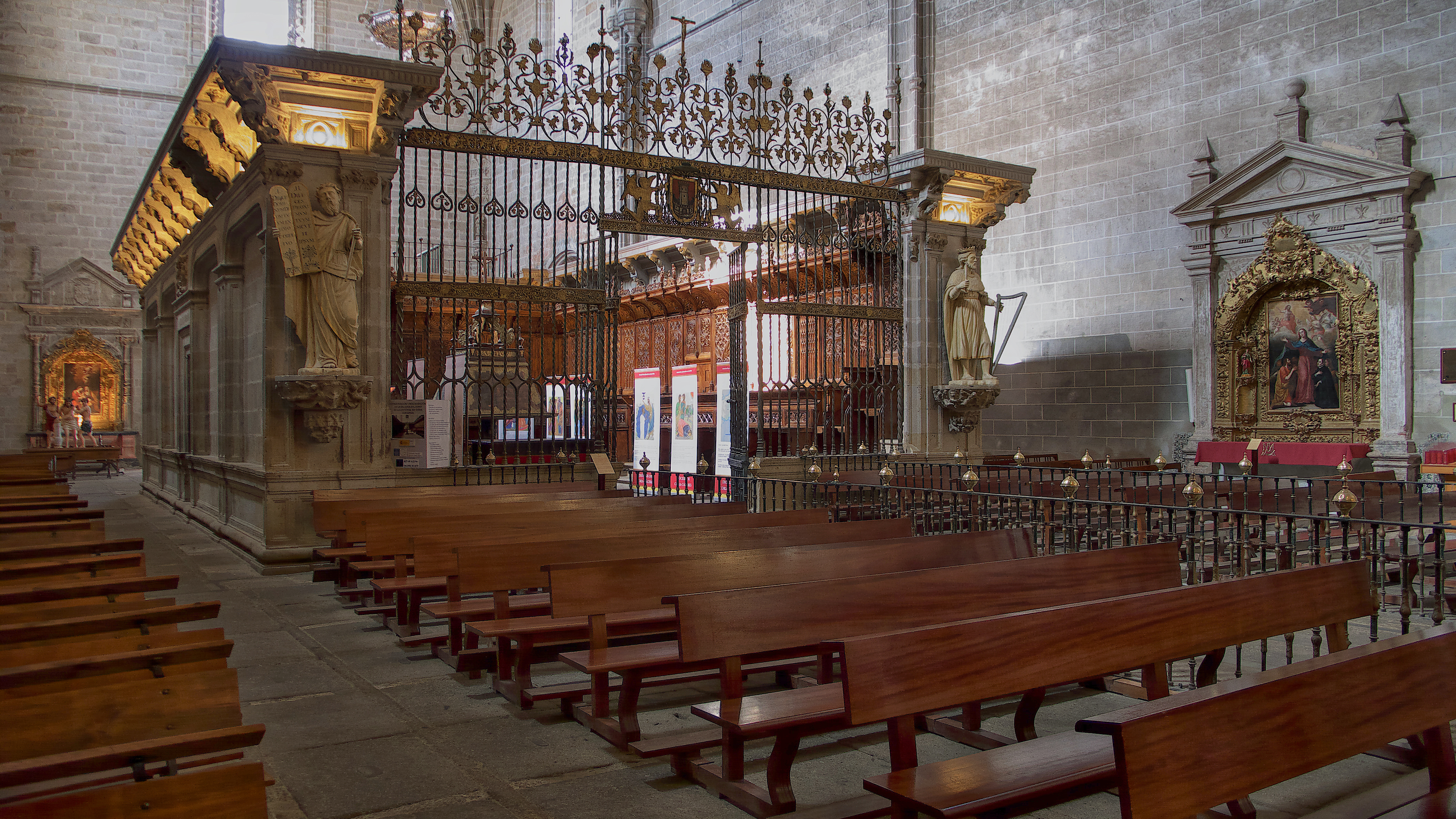
Coro

El muro que cierra el coro es una obra renacentista de Michel de Villarreal, realizado durante la primera mitad del siglo XVI y sufragado por el deán Gaspar de Bardales. Lo cierra una magnífica reja, realizada por el maestro Hugo de Ras y decorada con el escudo del obispo Juan Ortega Bravo de Laguna en el cuerpo central. Escoltando la reja se encuentran dos ménsulas decoradas con putti y con el escudo del Cabildo. Originalmente servían como reclinatorio de los duques de Alba (cuyos sitiales se sitúan detrás de ellas), hasta que en el s. XVIII se decidió ocuparlas con sendas esculturas de Moisés y David.
El muro contempla dos puertecillas laterales adinteladas, rematadas con el escudo capitular. En el trascoro presenta una tribuna para músicos, debajo de la cual se sitúa un ratablillo barroco con la Virgen del Rosario. Escoltan el retablo cuatro esculturas pétreas de san Pedro, san Pablo, san Andrés y Santiago el Mayor, en ménsulas y bajo doseletes. Sobre el retablo se encuentra el escudo del deán Bardales, donante de la obra.

### Campanario

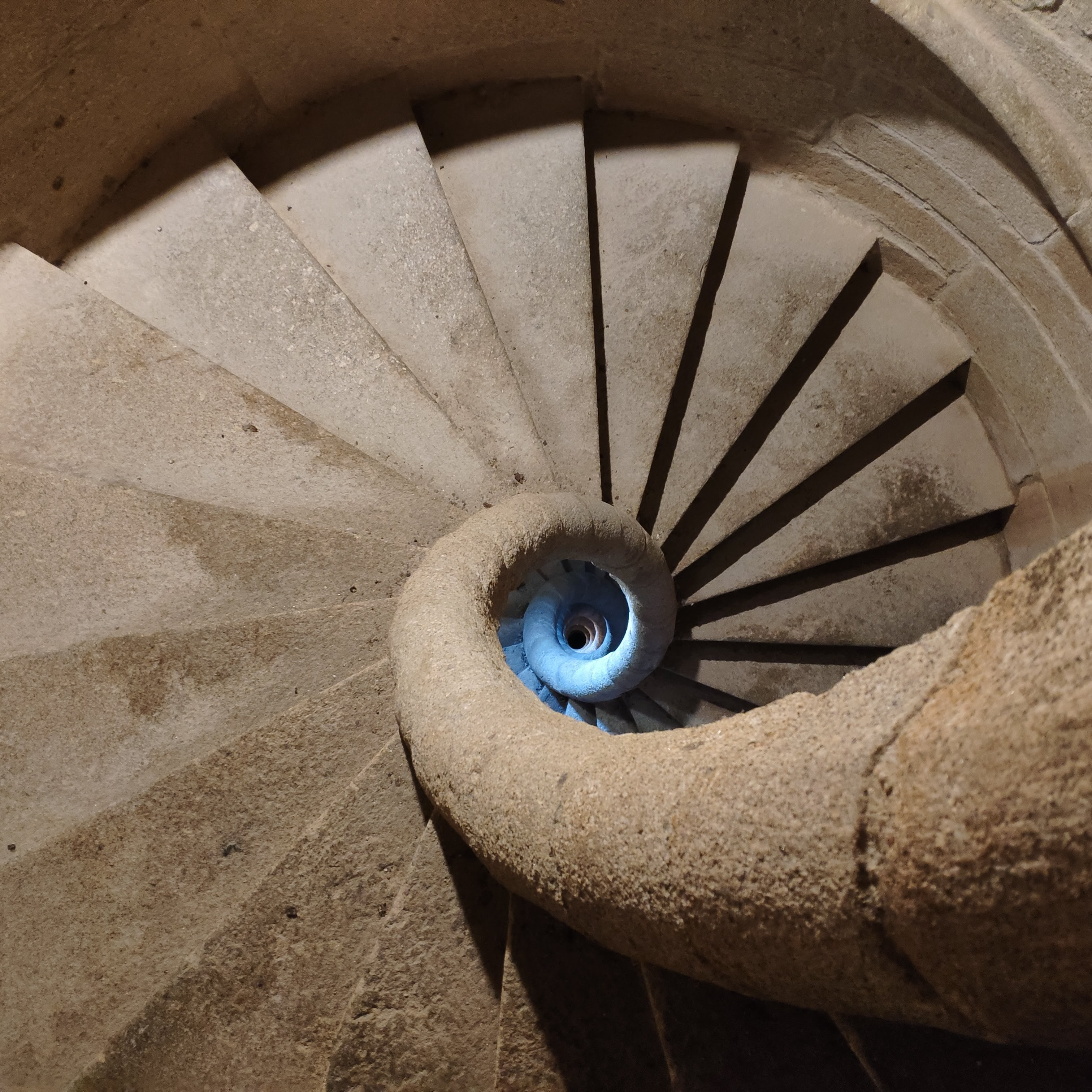
Escalera del campanario

### Sacristías
El conjunto cuenta con dos sacristías: la llamada de canónigos o mayor y la de beneficiados o menor. La construcción de ambas corresponde al siglo XVII, un período muy dificultoso en la historia constructiva del edificio, puesto el Cabildo que tuvo que hacer frente a la finalización del conjunto, al mismo tiempo que se afanaban en afianzar toda la obra del siglo XVI, que tenía muchos problemas estructurales. Se realizaron varios proyectos para la sacristía y el Sagrario, que finalmente no se llevaron a cabo. Las estancias que han llegado a nuestros días son de factura muy discreta, que disuena con las magnitudes del templo. Quizás las dificultades del período obligaran a realizar soluciones más económicas.
La sacristía mayor se sitúa junto a la capilla mayor, con acceso sobre el costado de la Epístola. Se accede a través de una antesacristía en la que se encuentra el lavabo de los canónigos, labrado en mármol rosa portugués, con dos delfines entrelazados. Esta estancia se cubre con bóveda de cañón con arcos fajones, igual que la contigua. Las paredes se decoran con tres lienzos: un San Luis obispo, un retrato del obispo Dionisio Moreno Barrios y un retrato de Benedicto XV.
La sacristía propiamente dicha es un espacio casi cuadrado, con suelo ajedrezado en granito y pizarra. Contiene una cajonera barroca que ocupa todo un costado de la estancia. Sobre ella, una crestería dorada y unas gradillas sostienen un crucificado neoclásico del siglo XVIII. Las paredes se decoran con diversos lienzos, entre los que podemos destacar una Virgen del Rosario y un Santo Tomás de Aquino.
La sacristía de beneficiados es un espacio de factura más humilde, situado a los pies del templo, también sobre el muro de la Epístola. Más amplia que la anterior, pero de menos altura. Se cubre con un artesonado de madera y posee una cajonera igualmente artística. Sobre una de las paredes se sitúa un retablillo procedente de la capilla de las Reliquias, reubicado aquí. Se encuentra decorada con diversas piezas del ajuar catedralicio, enmarcadas sobre las paredes estucadas con frescos ornamentales.

### Claustro y museo catedralicio

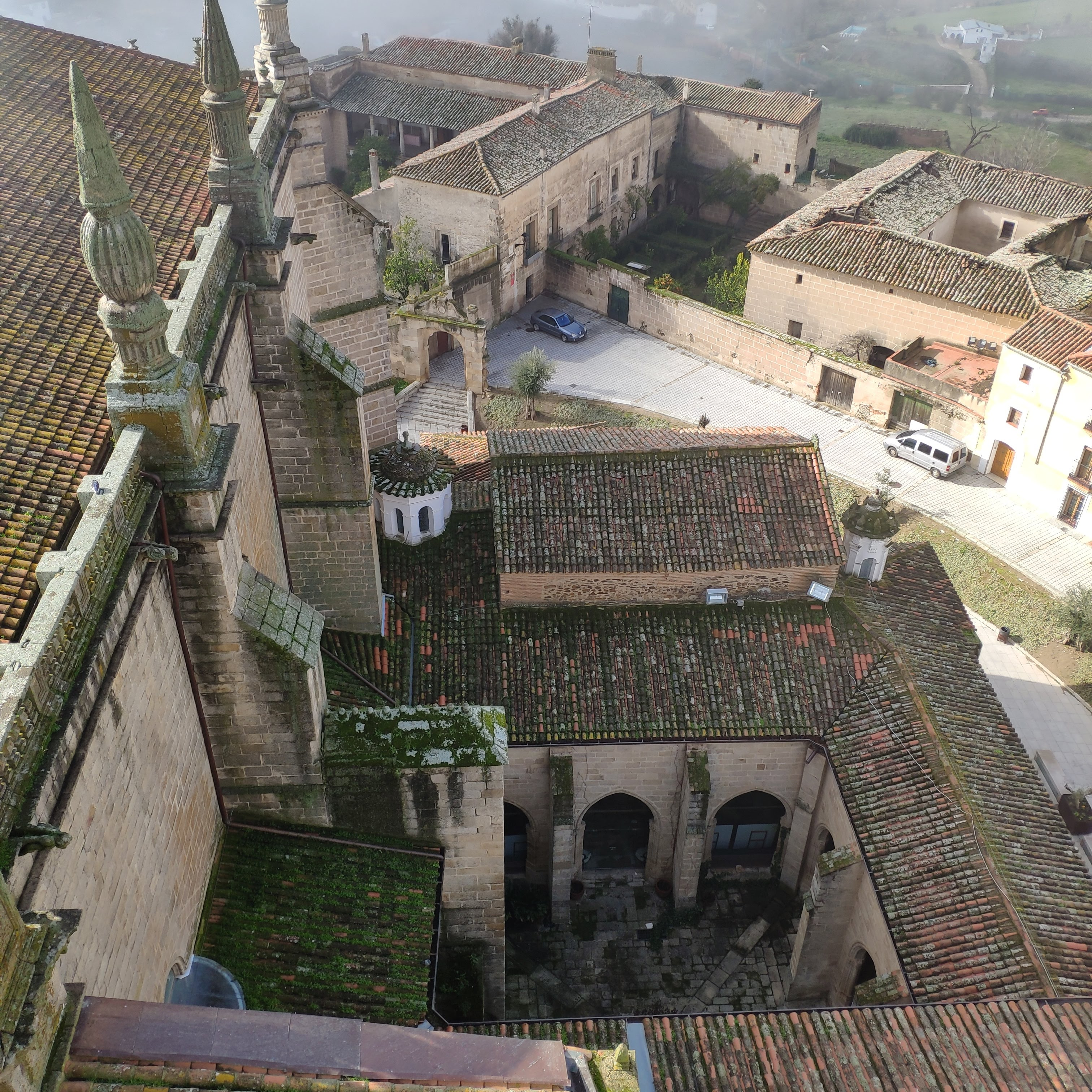
Claustro visto desde el campanario

El claustro es una obra gótica del siglo XV que vino a sustituir a uno del siglo anterior, realizado en ladrillo y estilo mudéjar, del que se conservan algunos arcos. De planta cuadrada, se articula en cuatro crujías de tres vanos cada una, cubiertas con bóveda de crucería simple. La crujía sur se ve rota en su tramo central por un contrafuerte que se abre en arco de medio punto, realizado en el siglo XVIII. 
Se decora con cuatro retablillos, uno en cada una de las esquinas de las crujías:
- San Antonio Abad: retablo barroco de aire portugués del siglo XVII que cobija una imagen del santo en madera policromada.
- San Benito de Nursia: retablillo rococó con una imagen del santo titular.
- San Luis obispo: alberga una talla de José Salvador Carmona de 1777.
- Virgen del Pilar: alberga una escultura de mármol de la devoción zaragozana. En el ático presenta un lienzo con la escena de Pentecostés.

### Órganos

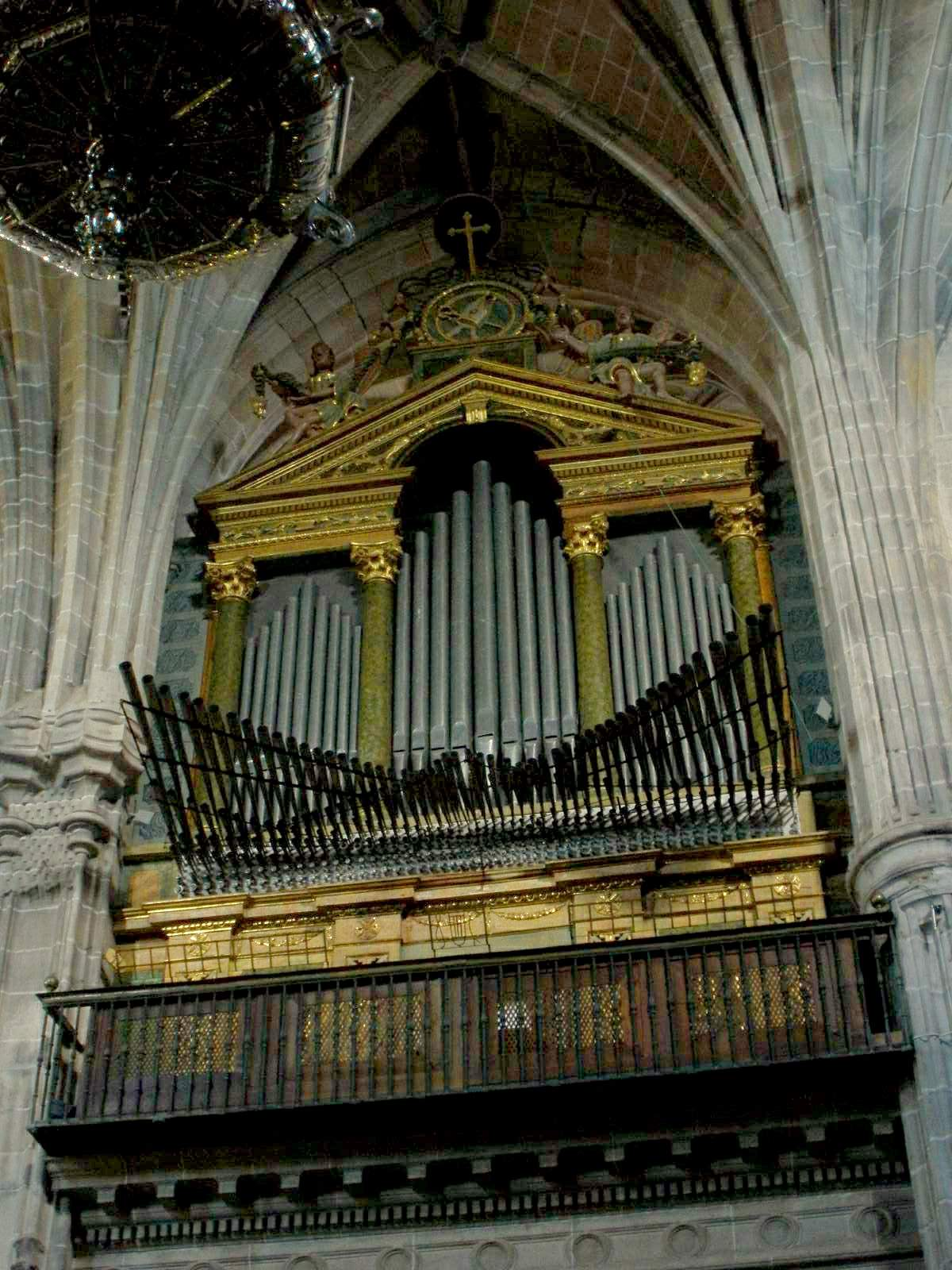
Órgano grande

El templo posee dos órganos monumentales situados en sendas tribunas sobre el segundo tramo de la nave, que correspondería al crucero.